# Jean Rapp
Jean Rapp (ur. 27 kwietnia 1771 w Colmar w Alzacji, zm. 8 listopada 1821 w Rheinweiler w Badenii) – francuski generał epoki napoleońskiej.

## Życiorys
Rapp pochodził z biednej protestanckiej rodziny, jego ojciec był zamiataczem w ratuszu w Colmar; w domu mówiło się po niemiecku. Zaczął się kształcić w szkole parafialnej z zamiarem zostania pastorem, ale jego mocny, wybuchowy charakter predestynował go do kariery wojskowej. Zaczynając jako zwykły szeregowy w pułku chasseurs de Cévennes, przeszedł wszystkie szczeble kariery, aż po stopień generała dywizji i adiutanta Napoleona Bonaparte. Reputację budowała mu szaleńcza odwaga oraz rany, jakie odnosił w bitwach. Jako pierwszy uczynił go swym aide de camp Louis Desaix, dzięki któremu otrzymał stopień kapitana i odznaczył się w czasie wyprawy do Egiptu, gdzie pod Sediman zdobył nieprzyjacielską baterię. Za ten wyczyn został dowódcą szwadronu, a wkrótce brygady z rozkazu Napoleona.
Po zakończeniu kampanii egipskiej Rapp pozostał pod rozkazami Desaixa, aż do śmierci tego ostatniego 14 lipca 1800 w bitwie pod Marengo. Wówczas został adiutantem Pierwszego Konsula, utrzymując się na tym stanowisku do 1814. Jako adiutantowi Napoleon powierzał mu wiele ważnych, tajnych misji, jak np. do Wandei, Szwajcarii i Belgii. W 1803 otrzymał stopień generała brygady, a w grudniu 1805 poprowadził sławetną szarżę szaserów i mameluków Gwardii w bitwie pod Austerlitz, dziesiątkując kawalerię carskiej Gwardii Imperialnej i biorąc do niewoli księcia Repnina. Awansowany do stopnia generała dywizji, walczył w bitwie pod Jeną 14 października 1806. Brał udział w kampanii w Polsce oraz Prusach i został ranny pod w bitwie pod Gołyminem. Był gubernatorem Torunia (28 lutego - 15 maja 1807) i Wolnego Miasta Gdańska (2 czerwca 1807 – 2 grudnia 1813).

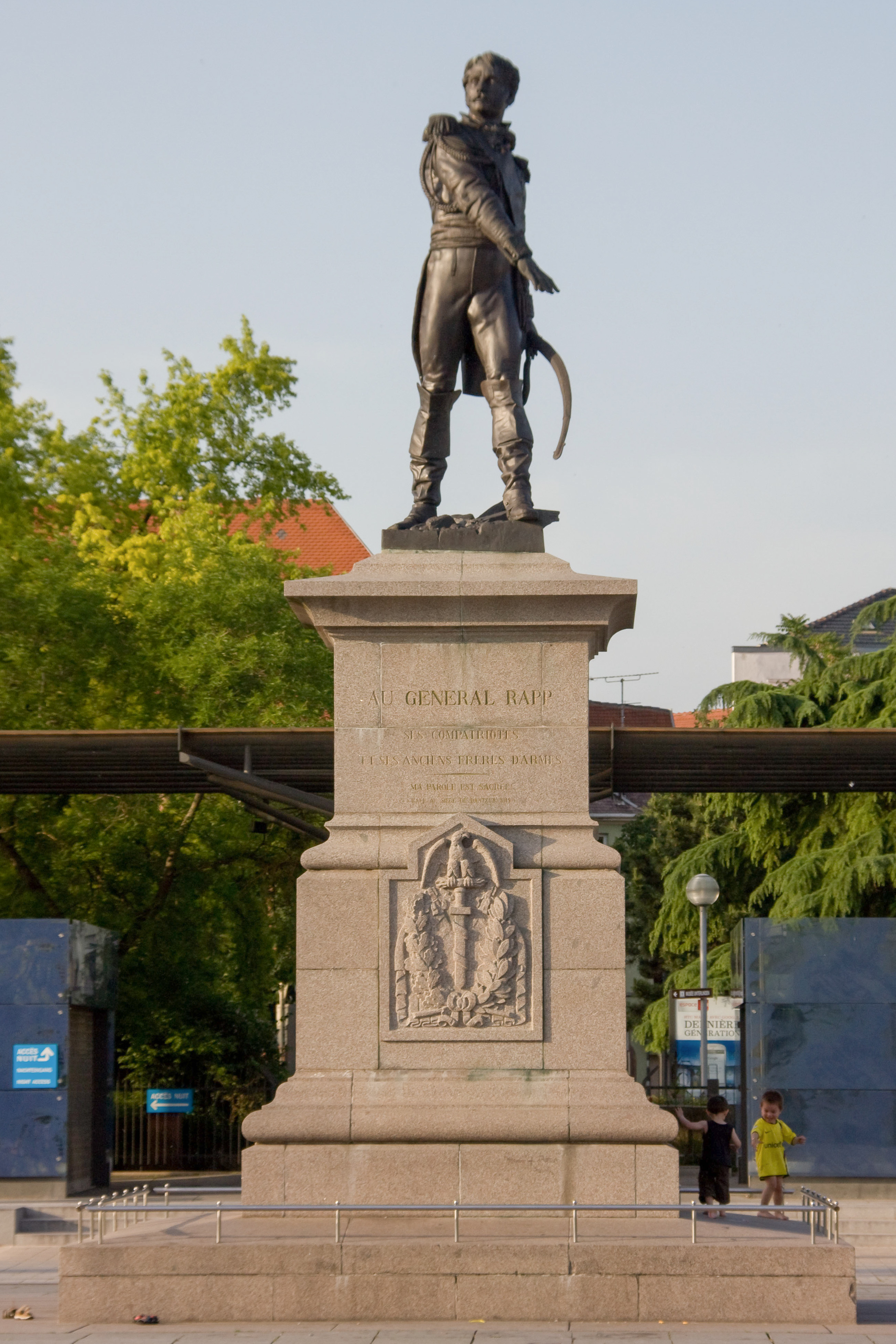
Jean Rapp na pomniku w Colmar

Mianowany hrabią Cesarstwa, na wezwanie Napoleona wrócił 8 marca 1809 do czynnej służby wojskowej. W bitwie pod Aspern odznaczył się prowadząc do boju fizylierów cesarskiej Gwardii; podczas uroczystości zawarcia pokoju w Schönbrunnie powstrzymał zamachowca chcącego pchnąć nożem Napoleona. W Rosji, w bitwie pod Borodino, został ranny od trafienia czterema kulami naraz. Powtórnie uratował życie cesarzowi odrzucając atak Kozaków pod Horodnią, ale został ponownie ranny w bitwie nad Berezyną, wspierając siły marszałka Neya w straży tylnej. Powróciwszy do Gdańska, Rapp wytrzymał oblężenie rosyjsko-pruskie do grudnia 1813. Wzięty do niewoli był więziony na Ukrainie do 1814, ale już w lipcu wrócił do Francji.
Po upadku cesarza pozostał w służbie czynnej jako dowódca II Korpusu. 16 marca 1815 odmówił księciu de Berry wykonania rozkazu zatrzymania marszu Napoleona na Paryż i wrócił pod sztandary cesarza na przeciąg Stu Dni, jako dowódca 20-tysięcznego V Korpusu (Armia Renu) operującego na granicy Niemiec. W dziesięć dni po bitwie pod Waterloo (w której jego korpus nie brał udziału), spotkał wojska sprzymierzonych koło Strasburga i pokonał je w bitwie pod La Suffel. Po ostatecznej abdykacji Napoleona składał kilkakrotnie rezygnację, ale nie została ona przyjęta. Rapp został 13 maja deputowanym do parlamentu z departamentu Haut-Rhin, a 2 czerwca parem Francji. W 1819 został ministrem skarbu króla Ludwika XVIII.
Jego rodzinne miasto Colmar wzniosło na jego cześć posąg na Polu Marsowym w Paryżu, z napisem "Moje słowo honoru jest święte" (franc. Ma parole est sacrée). Serce Rappa złożone zostało w kościele Saint-Matthieu.